# Thierry Paterlini
Thierry Paterlini (Coira, 27 aprile 1975) è un ex hockeista su ghiaccio e allenatore di hockey su ghiaccio svizzero vincitore per due volte del campionato svizzero.

## Palmarès

### Giocatore
- Campionato svizzero: 2

Berna: 1996-1997
Davos: 2001-2002
- Coppa Spengler: 2

Davos: 2000, 2001